# Ellipi

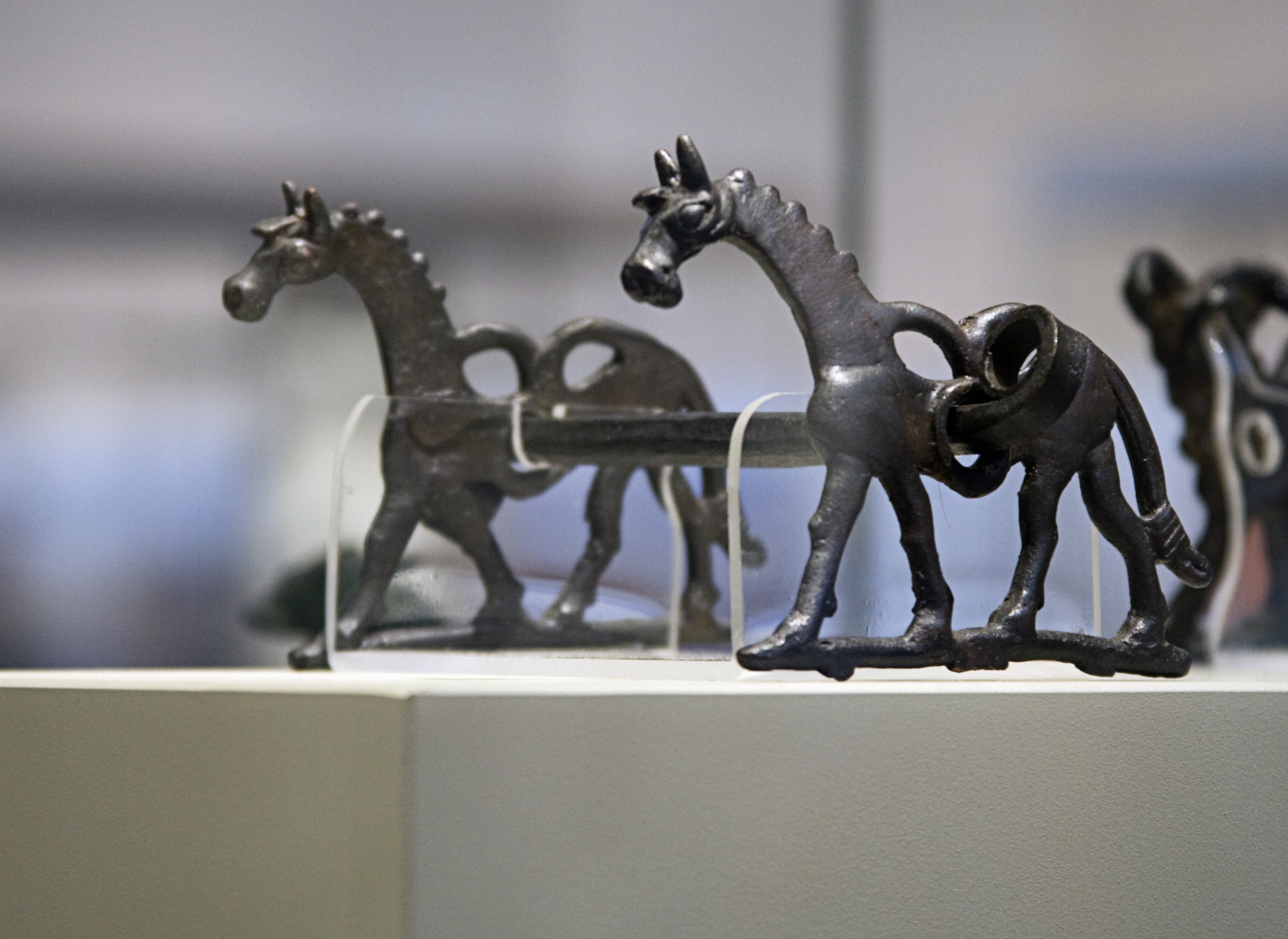
Lorestaans paardenbit versierd met bronzen paarden, toegeschreven aan de cultuur van Ellipi (British Museum)

Ellipi was een klein koninkrijk in het westen van het huidige Iran dat bloeide tussen de 9e en 7e eeuw v.Chr. Daarna ging Ellipi op in het rijk van de Meden.
Archeologische vindplaatsen van de cultuur van Ellipi bevinden zich in de Iraanse provincies Lorestan en Kermanshah ten oosten van het Zagrosgebergte. De belangrijkste zijn:
- Sorkhdom-e Luri
- Sorkhdom-e Laki
- Baba Jan

Ellipi was een traditionele bondgenoot van zijn zuidelijke buur Elam. De weinige geschreven gegevens over Ellipi zijn voornamelijk afkomstig van Assyrische inscripties. Vondsten in Lorestan van bronzen gebruiksvoorwerpen, bakstenen beschilderd met geometrische patronen en beschilderd aardewerk worden toegeschreven aan de cultuur van Ellipi. Grafvondsten tonen het belang van paarden in deze cultuur aan en mogelijk waren de bewoners deels nomadisch.